# E607
La ruta europea E607 és una carretera que forma part de la Xarxa de carreteres europees. Comença a Digoin (França) i finalitza a Chalon-sur-Saône (França). Té una longitud de 90 km. Té una orientació de sud-oest/nord-est.